# 阿龙·帕迪利亚
阿龙·帕迪利亚·古铁雷斯（西班牙語：Aarón Padilla Gutiérrez，1942年7月10日—2020年6月14日），生于墨西哥城，墨西哥男子足球运动员，司职前锋。他曾代表墨西哥国家队参加1966年和1970年国际足联世界杯。